# Ewald Pfleger

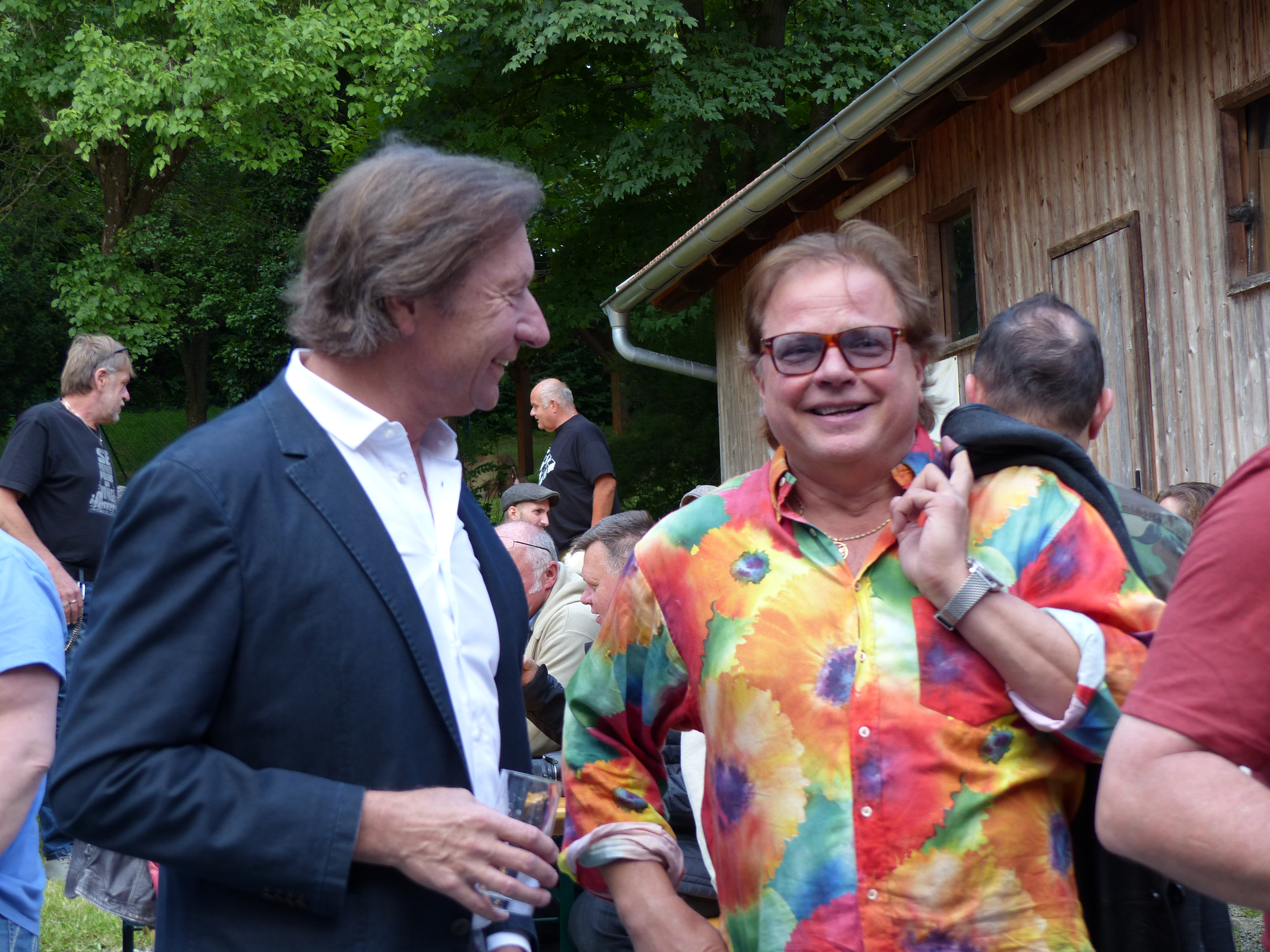
Ewald Pfleger (r.) mit dem Bürgermeister von Pinkafeld, Kurt Maczek, im Stadtmuseum Pinkafeld (2018)

Ewald Pfleger (* 6. Mai 1955 in Ollersdorf im Burgenland) ist ein österreichischer Rockmusiker und Musikproduzent. Bekannt wurde er als Gitarrist der österreichischen Band Opus, die mit seiner Komposition Live Is Life einen internationalen Erfolg feierte.
Im frühen Alter lernte er Gitarre, Klavier und Akkordeon und gründete bereits mit 13 seine erste Band „Smiling“. Er studierte ab 1973 fünf Jahre lang Geographie und Geschichte an der Wiener Universität und war an der Gründung von Opus beteiligt. Ewald Pfleger lebt seit 1978 mit seiner Frau Andrea und seinem Sohn Paul (Stereoface) in Graz.
Neben seiner Tätigkeit bei Opus produzierte er auch Songs von KGB (Kurt Gober Band) und landete 1984 mit Motorboot einen Nummer-eins-Hit. 1993 eröffnete er das Recorder Music Studio. Am 29. August 2008 erschien sein erstes Solo-Album Skyland, auf dem Gastbeiträge vieler bekannter Musiker wie Wolfgang Ambros und Gert Steinbäcker zu hören sind.
2009 erhielt er das Große Ehrenzeichen des Landes Steiermark und 2022 das Goldene Ehrenzeichen für Verdienste um die Republik Österreich.